# Аким, Эфраим Лазаревич
Эфра́им Ла́заревич Аки́м (14 марта 1929, Галич, Ивановская Промышленная область — 13 сентября 2010, Москва) — советский и российский учёный в области космической баллистики, навигации космических аппаратов и планетологии, член-корреспондент РАН.

## Биография
Родился 14 марта 1929 года в городе Галиче. В 1933 году семья переехала в Москву.
В 1948 году поступил в МГУ, на механико-математический факультет.
В 1953 году пришёл на работу в Институт прикладной математики АН СССР, в отдел № 5, которым руководил Д. Е. Охоцимский. Аким включается в работы по баллистико-навигационному обеспечению космических полётов.
В 1965 году для координации этих работ на базе отдела был организован Баллистический Центр института, руководителем которого был назначен Аким. В этой должности он работал по 2010 год. Также с 1994 года являлся заместителем директора института по научной работе. Аким — автор более 240 научных работ и трёх монографий.
Умер 13 сентября 2010 года в Москве. Похоронен на Троекуровском кладбище. участок № 20.

## Научная деятельность

### Космическая баллистика и навигация
Баллистический центр Института прикладной математики (ИПМ) был создан по инициативе М. В. Келдыша и С. П. Королёва для баллистико-навигационного обеспечения космической программы, в особенности пилотируемых полётов и полётов автоматических аппаратов к Луне и планетам. Баллистический центр занимался расчётами орбит, оптимальным планированием космических полетов, расчетами фактических траекторий по данным наблюдений и выдачей уставок на коррекции. Все важные расчеты дублировались в аналогичных центрах других организаций, таких как НИИ-4 Министерства обороны (начальник баллистического центра генерал Г. П. Мельников) и ЦУП (И. К. Бажинов). Баллистический центр ИПМ был научным центром по разработке расчётных методик космической баллистики для решения постоянно возникавших новых задач и проектов. В качестве руководителя центра, Аким организовывал баллистико-навигационное обеспечение полетов пилотируемых кораблей «Союз», долговременных орбитальных станций «Салют» и «Мир», многоразовой космической системы «Энергия-Буран», грузовых кораблей «Прогресс», автоматических космических аппаратов научного назначения: «Луна», «Венера», «Марс», «Вега», «Фобос», «Астрон», «Гранат», «Интербол». Решались задачи межпланетных полётов, вывода на орбиту искусственных спутников Земли, Луны и Венеры, а также мягкой посадки, сближения и стыковки космических кораблей. Была разработана схема запуска межпланетных аппаратов с промежуточной орбиты искусственного спутника Земли ныне ставшая общепринятой. В последние годы Аким руководил работами по созданию систем управления и навигации космических аппаратов в реальном времени с использованием глобальных спутниковых навигационных систем GPS и ГЛОНАСС, а также принимал активное участие в проекте «Фобос-Грунт».

### Планетология
В 1966 году Аким определил основные параметры гравитационного поля Луны по результатам наземных траекторных измерений автоматической станции «Луна-10», выведенной на орбиту искусственного спутника Луны. Эта работа Акима, в которой был впервые вычислен параметр нецентральности поля тяготения Луны (параметр, определяющий «грушевидность» фигуры Луны), положила начало изучению распределения массы Луны.
В 1983 году межпланетные станции «Венера-15» и «Венера-16» были выведены на орбиты искусственных спутников Венеры и передали на Землю радиолокационное изображение поверхности планеты, позволившее составить первый атлас её рельефа, охватывающий 25 % всей поверхности (от 30° с. ш. до Северного полюса). Аким был одним из инициаторов и руководителей этого проекта и принимал активное участие на всех его этапах. Картографирование Венеры было позже продолжено аналогичными методами при помощи американского аппарата проекта «Магеллан».
В последние годы Э. Л. Аким придавал большое значение инициативе новой международной программы «Автономные планетные поселения» («Иной Контин(г)ент»), считая важным произвести её запуск накануне 50-летия пилотируемой космонавтики (12 апреля 2011 г.). Эта программа, нацеленная на опережающую отработку уже на Земле моделей жизнедеятельности и комплексной инфраструктуры для непосредственного обживания планет и иных небесных объектов Солнечной системы, означает открытие новой сферы человеческой жизнедеятельности — «планетонавтики». Имя Э. Л. Акима носит секция «Планетонавтика» МОИП.

## Учёные степени и звания
- 1970 ─ кандидат физико-математических наук
- 1982 ─ доктор физико-математических наук
- 1985 ─ профессор
- Заслуженный деятель науки Российской Федерации (1996 год) — за работы по навигационному обеспечению пилотируемых полётов[6]
- Действительный член Международной академии астронавтики (2000 год)
- Российская академия наук — член-корреспондент с 2008 года[1]

## Награды и премии
- Ленинская премия (1966) — за работы, связанные с первой мягкой посадкой на Луну космического аппарата «Луна-9».
- Государственная премия СССР (1970) — за работы, связанные с полетом «Луны-16», впервые доставившей на Землю образцы лунного грунта[1].
- Государственная премия СССР (1980) — за разработку методов баллистико-навигационного обеспечения пилотируемых полетов[1].
- Государственная премия СССР (1986) — за работы, связанные с полетом межпланетных станций «Венера-15», «Венера-16» и картографированием поверхности Венеры[1].
- Почётный гражданин г. Провиденса, шт. Род-Айленд, США (1988) за развитие международного сотрудничества.
- Премия правительства Российской Федерации в области науки и техники (2005 год) — за разработку и внедрение новой технологии надежного и безопасного спуска с орбиты космических аппаратов, выработавших свой ресурс (в связи с успешной ликвидацией орбитальной станции «Мир» в 2004 году).[7]
- Премия Российской академии наук имени К. Э. Циолковского (2007) — за цикл работ по баллистико-навигационному обеспечению полётов автоматических межпланетных станций[1].
- Награждён орденами «Знак Почёта» (1961), Трудового Красного Знамени (1976) и Октябрьской Революции (1991).[8]

## Семья
Отец — Лазарь Эфраимович Аким (1900—1941), главный инженер завода. В начале войны был мобилизован в Красную Армию, служил в ПВО Москвы, погиб в 1941 году во время воздушного налёта.
Мать — Фаина Яковлевна Аким, библиотекарь.
Старший брат — Яков Лазаревич Аким (1923—2013), детский поэт.
Дядя — Лев Эфраимович Аким (1893—1970), заведующий кафедрой химии целлюлозы и древесины в Ленинградском технологическом институте целлюлозно-бумажной промышленности.
Двоюродные братья — доктора технических наук, профессора Гарри Львович Аким (1930—2007), изобретатель кислородной отбелки целлюлозы и основатель научной школы в этой области, и Эдуард Львович Аким (род. 1936), заведующий кафедрой технологии целлюлозы и композиционных материалов СПбГТУРП.

## Память
- Его именем названа малая планета Солнечной системы — астероид 8321 Akim.

## Монографии
- Э. Л. Аким, В. Н. Почукаев, В. Н. Павлов. Поле тяготения Луны и движение её искусственных спутников — М.: Наука, 1984
- Э. Л. Аким и др. Навигационное обеспечение полета орбитального комплекса «Салют-6» — «Союз» — «Прогресс»- М.: Наука, 1985
- В. А. Котельников, В. Л. Барсуков, Э. Л. Аким и др. Атлас поверхности Венеры. — М.: Главное управление геодезии и картографии при Совете Министров СССР, 1989